# Giờ phiêu lưu (mùa 1)
Mùa một của Giờ phiêu lưu, phim hoạt hình của Mỹ, do Pendleton Ward sáng tạo, đã được công chiếu lần đầu trên kênh Cartoon Network từ ngày 5 tháng 4 năm 2010 đến ngày 27 tháng 9 năm 2010. Phần này được sản xuất bởi Cartoon Network Studios và Frederator Studios.  Loạt phim dựa trên một đoạn phim ngắn trên chương trình Random! Cartoons. Phim nói về cuộc phiêu lưu của Finn, một cậu bé loài người, và người bạn thân nhất đồng thời cũng là anh trai nuôi Jake, một chú chó có sức mạnh thần kỳ có thể thay đổi hình dạng và kích thước theo ý muốn. Finn và Jake sống ở xứ Ooo cùng với những người bạn như Công chúa Kẹo cao su, Vua băng, Nữ hoàng ma cà rồng Marceline, Công chúa Bướu, và BMO.
Phần một được lên và viết kịch bản bởi Adam Muto, Elizabeth Ito, Pendleton Ward, Sean Jimenez, Patrick McHale, Luther McLaurin, Kent Osborne, Pete Browngardt, Niki Yang, Armen Mirzaian, JG Quintel, Cole Sanchez, Tom Herpich, Bert Youn và Ako Castuera; trong khi đó Cartoon Network Studios và Frederator Studios đồng sản xuất.
Hai tập đầu tiên trong mùa một, "Slumber Party Panic" và "Trouble in Lumpy Space" đã được 2,5 triệu khán giả theo dõi;  điều này đánh dấu sự gia tăng đáng kể lượng khán giả theo dõi Cartoon Network so với năm trước. Tập cuối của mùa một "Gut Grinder" phát sóng vào ngày 27 tháng 9 năm 2010. Ngay khi lên sóng, chương trình bắt đầu nhận được sự hoan nghênh của giới phê bình cũng như một lượng lớn người hâm mộ theo dõi. Năm 2010, tập phim "My Two Favourite People" đã được đề cử giải Primetime Emmy cho Chương trình hoạt hình định dạng ngắn xuất sắc.

### Trích dẫn

###### Tư liệu tham khảo
- McDonnell, Chris (2014). Adventure Time: The Art of Ooo. Harry N. Abrams. ISBN 9781419704505.